# Campionato europeo maschile di pallacanestro 1973
Il 18º Campionato Europeo Maschile di Pallacanestro FIBA (noto anche come FIBA EuroBasket 1973) si è tenuto dal 27 settembre al 6 ottobre 1973 in Spagna.
I Campionati europei maschili di pallacanestro sono una manifestazione biennale tra le squadre nazionali organizzata dalla FIBA Europe.

## Partecipanti
Partecipano dodici nazionali divise in due gruppi da sei squadre.
| Gruppo A                                                                    | Gruppo B                                                     |
| --------------------------------------------------------------------------- | ------------------------------------------------------------ |
| - Israele - Polonia - Romania - Unione Sovietica - Cecoslovacchia - Turchia | - Bulgaria - Francia - Grecia - Italia - Jugoslavia - Spagna |

## Prima fase
La vincente di ogni gara si aggiudica due punti, la perdente uno. Le prime due accedono alle semifinali, la terza e la quarta alle semifinali per i posti dal quinto all'ottavo e le ultime due si disputano i posti dal nono al dodicesimo.

### Gruppo A
| Gara | Team 1           | Team 2           | 1.T.  | 2.T.  | Supp. | Finale |
| ---- | ---------------- | ---------------- | ----- | ----- | ----- | ------ |
| A1   | Polonia          | Unione Sovietica | 33:53 | 50:51 | –     | 83:104 |
| A2   | Cecoslovacchia   | Israele          | 37:38 | 44:43 | 11:8  | 92:89  |
| A3   | Turchia          | Romania          | 38:40 | 31:44 | –     | 69:84  |
| A4   | Cecoslovacchia   | Unione Sovietica | 29:36 | 26:41 | –     | 55:77  |
| A5   | Israele          | Romania          | 39:45 | 46:35 | –     | 85:80  |
| A6   | Polonia          | Turchia          | 33:28 | 31:37 | –     | 64:65  |
| A7   | Unione Sovietica | Turchia          | 36:24 | 43:29 | –     | 79:53  |
| A8   | Cecoslovacchia   | Romania          | 49:27 | 21:34 | –     | 70:61  |
| A9   | Israele          | Polonia          | 43:43 | 55:41 | –     | 98:84  |
| A10  | Cecoslovacchia   | Turchia          | 35:34 | 31:30 | –     | 66:64  |
| A11  | Unione Sovietica | Israele          | 49:40 | 52:38 | –     | 101:78 |
| A12  | Romania          | Polonia          | 38:38 | 22:28 | –     | 60:66  |
| A13  | Romania          | Unione Sovietica | 37:44 | 47:54 | –     | 84:98  |
| A14  | Cecoslovacchia   | Polonia          | 39:41 | 42:38 | –     | 81:79  |
| A15  | Turchia          | Israele          | 42:53 | 43:32 | 9:8   | 94:93  |

### Gruppo B
| Gara | Team 1     | Team 2     | 1.T.  | 2.T.  | Supp.    | Finale |
| ---- | ---------- | ---------- | ----- | ----- | -------- | ------ |
| B1   | Bulgaria   | Francia    | 41:31 | 48:39 | –        | 89:70  |
| B2   | Spagna     | Jugoslavia | 26:31 | 33:34 | –        | 59:65  |
| B3   | Grecia     | Italia     | 26:37 | 28:22 | –        | 54:59  |
| B4   | Grecia     | Jugoslavia | 27:44 | 41:40 | –        | 68:84  |
| B5   | Spagna     | Bulgaria   | 47:35 | 38:34 | –        | 85:69  |
| B6   | Italia     | Francia    | 36:26 | 35:37 | –        | 71:63  |
| B7   | Grecia     | Francia    | 41:38 | 26:24 | –        | 67:62  |
| B8   | Jugoslavia | Bulgaria   | 36:33 | 40:32 | –        | 76:65  |
| B9   | Italia     | Spagna     | 31:41 | 34:36 | –        | 65:77  |
| B10  | Grecia     | Bulgaria   | 35:49 | 37:37 | –        | 72:86  |
| B11  | Francia    | Spagna     | 35:45 | 45:40 | –        | 80:85  |
| B12  | Jugoslavia | Italia     | 27:33 | 36:30 | 6:4, 4:4 | 73:71  |
| B13  | Bulgaria   | Italia     | 28:30 | 30:39 | –        | 58:69  |
| B14  | Grecia     | Spagna     | 31:42 | 43:44 | –        | 74:86  |
| B15  | Francia    | Jugoslavia | 28:36 | 42:44 | –        | 70:80  |

## Fase Finale

### Torneo primo posto
|  | Semifinali       | Semifinali       | Semifinali |            |        | Primo posto      | Primo posto      | Primo posto |  |
|  |                  |                  |            |            |        |                  |                  |             |  |
|  | Jugoslavia       | Jugoslavia       | 96         |            |        |                  |                  |             |  |
|  | Jugoslavia       | Jugoslavia       | 96         |            |        |                  |                  |             |  |
|  | Cecoslovacchia   | Cecoslovacchia   | 71         |            |        |                  |                  |             |  |
|  | Cecoslovacchia   | Cecoslovacchia   | 71         |            | Spagna | Spagna           | 67               |             |  |
|  |                  |                  |            |            | Spagna | Spagna           | 67               |             |  |
|  |                  |                  | Jugoslavia | Jugoslavia | 78     |                  |                  |             |  |
|  | Unione Sovietica | Unione Sovietica | Jugoslavia | Jugoslavia | 78     | 76               |                  |             |  |
|  | Unione Sovietica | Unione Sovietica |            |            |        | 76               |                  |             |  |
|  | Spagna           | Spagna           | 80         |            |        | Terzo Posto      | Terzo Posto      | Terzo Posto |  |
|  | Spagna           | Spagna           | 80         |            |        |                  |                  |             |  |
|  |                  |                  |            |            |        |                  |                  |             |  |
|  |                  |                  |            |            |        | Unione Sovietica | Unione Sovietica | 90          |  |
|  |                  |                  |            |            |        | Unione Sovietica | Unione Sovietica | 90          |  |
|  |                  |                  |            |            |        | Cecoslovacchia   | Cecoslovacchia   | 58          |  |

### Torneo quinto posto
|  | Semifinali | Semifinali | Semifinali |        |          | Quinto posto  | Quinto posto  | Quinto posto  |  |
|  |            |            |            |        |          |               |               |               |  |
|  | Turchia    | Turchia    | 67         |        |          |               |               |               |  |
|  | Turchia    | Turchia    | 67         |        |          |               |               |               |  |
|  | Bulgaria   | Bulgaria   | 76         |        |          |               |               |               |  |
|  | Bulgaria   | Bulgaria   | 76         |        | Bulgaria | Bulgaria      | 71            |               |  |
|  |            |            |            |        | Bulgaria | Bulgaria      | 71            |               |  |
|  |            |            | Italia     | Italia | 80       |               |               |               |  |
|  | Italia     | Italia     | Italia     | Italia | 80       | 94            |               |               |  |
|  | Italia     | Italia     |            |        |          | 94            |               |               |  |
|  | Israele    | Israele    | 73         |        |          | Settimo Posto | Settimo Posto | Settimo Posto |  |
|  | Israele    | Israele    | 73         |        |          |               |               |               |  |
|  |            |            |            |        |          |               |               |               |  |
|  |            |            |            |        |          | Turchia       | Turchia       | 78            |  |
|  |            |            |            |        |          | Turchia       | Turchia       | 78            |  |
|  |            |            |            |        |          | Israele       | Israele       | 96            |  |

### Torneo nono posto
|  | Semifinali | Semifinali | Semifinali |         |         | Nono posto       | Nono posto       | Nono posto       |  |
|  |            |            |            |         |         |                  |                  |                  |  |
|  | Grecia     | Grecia     | 78         |         |         |                  |                  |                  |  |
|  | Grecia     | Grecia     | 78         |         |         |                  |                  |                  |  |
|  | Romania    | Romania    | 89         |         |         |                  |                  |                  |  |
|  | Romania    | Romania    | 89         |         | Romania | Romania          | 72               |                  |  |
|  |            |            |            |         | Romania | Romania          | 72               |                  |  |
|  |            |            | Francia    | Francia | 69      |                  |                  |                  |  |
|  | Polonia    | Polonia    | Francia    | Francia | 69      | 62               |                  |                  |  |
|  | Polonia    | Polonia    |            |         |         | 62               |                  |                  |  |
|  | Francia    | Francia    | 67         |         |         | Undicesimo Posto | Undicesimo Posto | Undicesimo Posto |  |
|  | Francia    | Francia    | 67         |         |         |                  |                  |                  |  |
|  |            |            |            |         |         |                  |                  |                  |  |
|  |            |            |            |         |         | Grecia           | Grecia           | 65               |  |
|  |            |            |            |         |         | Grecia           | Grecia           | 65               |  |
|  |            |            |            |         |         | Polonia          | Polonia          | 64               |  |

## Semifinali
- 9º-12º posto

| Gara | Team 1  | Team 2  | 1.T.  | 2.T.  | Supp. | Finale |
| ---- | ------- | ------- | ----- | ----- | ----- | ------ |
| 31   | Grecia  | Romania | 43:53 | 35:36 | –     | 78:89  |
| 32   | Polonia | Francia | 31:31 | 31:36 | –     | 62:67  |

- 5º-8º posto

| Gara | Team 1  | Team 2   | 1.T.  | 2.T.  | Supp. | Finale |
| ---- | ------- | -------- | ----- | ----- | ----- | ------ |
| 33   | Turchia | Bulgaria | 27:42 | 40:34 | –     | 67:76  |
| 34   | Italia  | Israele  | 51:33 | 43:40 | –     | 94:73  |

- 1º-4º posto

| Gara | Team 1           | Team 2         | 1.T.  | 2.T.  | Supp. | Finale |
| ---- | ---------------- | -------------- | ----- | ----- | ----- | ------ |
| 35   | Jugoslavia       | Cecoslovacchia | 46:31 | 50:40 | –     | 96:71  |
| 36   | Unione Sovietica | Spagna         | 45:40 | 31:40 | –     | 76:80  |

## Finali
- 11º posto

| Gara | Team 1 | Team 2  | 1.T.  | 2.T.  | Supp. | Finale |
| ---- | ------ | ------- | ----- | ----- | ----- | ------ |
| 37   | Grecia | Polonia | 37:28 | 28:36 | –     | 65:64  |

- 9º posto

| Gara | Team 1  | Team 2  | 1.T.  | 2.T.  | Supp. | Finale |
| ---- | ------- | ------- | ----- | ----- | ----- | ------ |
| 38   | Romania | Francia | 40:38 | 32:31 | –     | 72:69  |

- 7º posto

| Gara | Team 1  | Team 2  | 1.T.  | 2.T.  | Supp. | Finale |
| ---- | ------- | ------- | ----- | ----- | ----- | ------ |
| 39   | Turchia | Israele | 42:49 | 36:47 | –     | 78:96  |

- 5º posto

| Gara | Team 1   | Team 2 | 1.T.  | 2.T.  | Supp. | Finale |
| ---- | -------- | ------ | ----- | ----- | ----- | ------ |
| 40   | Bulgaria | Italia | 37:42 | 34:38 | –     | 71:80  |

- 3º posto

| Gara | Team 1           | Team 2         | 1.T.  | 2.T.  | Supp. | Finale |
| ---- | ---------------- | -------------- | ----- | ----- | ----- | ------ |
| 41   | Unione Sovietica | Cecoslovacchia | 52:25 | 38:33 | –     | 90:58  |

- 1º posto

| Gara | Team 1 | Team 2     | 1.T.  | 2.T.  | Supp. | Finale |
| ---- | ------ | ---------- | ----- | ----- | ----- | ------ |
| 42   | Spagna | Jugoslavia | 31:43 | 36:35 | –     | 67:78  |

## Classifica Finale
| Campione d'Europa | Campione d'Europa | Campione d'Europa |
| --- | ----------------- | --- |
| Jugoslavia4 Tvrdić, 5 Kićanović, 6 Jelovac, 7 Knežević, 8 Jerkov, 9 Ivković, 10 Slavnić, 11 Ćosić, 12 Šolman, 13 Plećaš, 14 Dalipagić, 15 Marović, All. Mirko Novosel |                   | |
| Argento | Spagna            | Spagna4 Brabender, 5 Ramos, 6 Cabrera, 7 Margall, 8 Santillana, 9 Rullán, 10 Buscató, 11 Flores, 12 J.L. Sagi-Vela, 13 Luyk, 14 Estrada, 15 G. Sagi-Vela, All. Antonio Díaz-Miguel                        |
| Bronzo | Unione Sovietica  | Unione Sovietica4 Salumets, 5 Paulauskas, 6 Sak'andelidze, 7 Miloserdov, 8 Bološev, 9 Jadėška, 10 S. Belov, 11 E. Kovalenko, 12 Myškin, 13 D'jačenko, 14 Pavlov, 15 S. Kovalenko, All. Vladimir Kondrašin |
| 4. | Cecoslovacchia    | Cecoslovacchia4 Novický, 5 Petr, 6 Klíma, 7 Pospíšil, 8 Kos, 9 Balaštík, 10 Zídek, 11 Zedníček, 12 Bobrovský, 13 Brabenec, 14 Blažek, 15 Hraška, All. Vladimír Heger                                      |
| 5. | Italia            | Italia4 Della Fiori, 5 Iellini, 6 Bertolotti, 7 Cerioni, 8 Ferracini, 9 Bariviera, 10 Zanatta, 11 Meneghin, 12 Marzorati, 13 Serafini, 14 Bisson, 15 Brumatti, All. Giancarlo Primo                       |
| 6. | Bulgaria          | Bulgaria4 Dojčinov, 5 Stojanov, 6 Pandov, 7 Pejčev, 8 Kirov, 9 Borisov, 10 Romanski, 11 Golomeev, 12 Krăstev, 13 Brănzov, 14 Čanev, 15 Hristov, All. Nejčo Nejčev                                         |
| 7. | Israele           | Israele4 Zacks, 5 Avishar, 6 Brody, 7 Ben-David, 8 Keren, 9 Berkovich, 10 Leibowitz, 11 Neumark, 12 Inbar, 13 Marzel, 14 Eisner, 15 Yanai, All. Albert Hemmo                                              |
| 8. | Turchia           | Turchia4 Tan, 5 Ersözlü, 6 Ton, 7 Hakyemez, 8 Örs, 9 Erdenay, 10 Durusel, 11 Tosun, 12 Poyrazoğlu, 13 İnce, 14 Dağlı, 15 Güney, All. Mehmet Baturalp                                                      |
| 9. | Romania           | Romania4 Cîmpeanu, 5 Chivulescu, 6 Pârșu, 7 Mănăilă, 8 Niculescu, 9 Georgescu, 10 Cernat, 11 Diaconescu, 12 Novac, 13 Tarău, 14 Oczelak, 15 Popa, All. Alexandru Popescu                                  |
| 10. | Francia           | Francia4 Galle, 5 Ledent, 6 Sénégal, 7 Tassin, 8 Vérove, 9 Vacher, 10 Bonato, 11 Onissah, 12 Gasnal, 13 Cachemire, 14 Lamothe, 15 Demars, All. Joë Jaunay                                                 |
| 11. | Grecia            | Grecia4 Kontos, 5 Giatzoglou, 6 Trontzos, 7 Giannouzakos, 8 Raftopoulos, 9 Stamelos, 10 Kefalos, 11 Gkoumas, 12 Sismanidīs, 13 Kastrinakīs, 14 Iordanidīs, 15 Papageōrgiou, All. Kōstas Mourouzīs         |
| 12. | Polonia           | Polonia4 Pasiorowski, 5 Korcz, 6 Dolczewski, 7 Plebanek, 8 Seweryn, 9 Tybinkowski, 10 Grygiel, 11 Cegliński, 12 Kalinowski, 13 Myrda, 14 Durejko, 15 Langosz, All. Witold Zagórski                        |

## Premi individuali

### MVP del torneo
- Wayne Brabender

### [Miglior quintetto del torneo
- Playmaker:  Sergej Belov
- Guardia tiratrice:  Francesc Buscató
- Ala piccola:  Wayne Brabender
- Ala grande:  Krešimir Ćosić
- Centro:  Atanas Golomeev